# Camptoprosopella maculipennis
Camptoprosopella maculipennis är en tvåvingeart som beskrevs av Malloch 1923. Camptoprosopella maculipennis ingår i släktet Camptoprosopella och familjen lövflugor. Inga underarter finns listade i Catalogue of Life.